# Le Dialogue des carmélites
Le dialogue des Carmélites és una pel·lícula dramàtica històrica franco-italiana del 1960 escrita i dirigida per Raymond Léopold Bruckberger i Philippe Agostini. Està basada en l'obra de Georges Bernanos, qui alhora la va adaptar de la novel·la de Gertrud von Le Fort. Està basada en la història de les màrtirs de Compiègne, monges carmelites que foren guillotinades a París el 1794 en els dies del Regnat del Terror durant la revolució francesa, després de refusar a renunciar el seu vot religiós.

## Sinopsi
El maig de 1789, dues noies joves van entrar al Carmel de Compiègne. Una pren el nom religiós de Sor Constança, mentre que la seva companya, Blanche de la Force, es converteix en la Germana Blanche de l'Agonia de Crist. Com que la Revolució no va salvar la vida de les monges, el Comissari de la Revolució va tenir un mandat de requisició. Els carmelites són doncs capturats i desposseïts de les seves possessions abans d'afrontar el sacrifici final.

## Repartiment
- Jeanne Moreau: Mare Marie de l'Incarnation
- Alida Valli: Mare Thérèse de Saint-Augustin
- Madeleine Renaud: Primera priora
- Pascale Audret: Blanche de la Force
- Pierre Brasseur: Comissari de la Revolució
- Jean-Louis Barrault: Mime
- Anne Doat: Germana Constance de Saint-Denis
- Georges Wilson: Capellà del Carmel
- Pascale de Boysson: Germana Cécile
- Hélène Dieudonné: Germana Jeanne de la Divine Enfance
- Pierre Bertin: Marquès de la Force
- Claude Laydu: Cavaller de la Force
- Daniel Ceccaldi: Oficial
- Judith Magre: Rose Ducor

## Premis
A Espanya la pel·lícula va tenir força ressò. Com a prova, fou guardonada amb el premi a la millor fotografia en la 5a edició dels Premis Sant Jordi de Cinematografia i va rebre el Fotogramas de Plata 1960 Millor intèrpret de cinema estranger (Jeanne Moreau).